# Гизульф I (герцог Беневенто)
Гизульф I (лат. Gisulf I, итал. Gisulfo I; умер в 706) — герцог Беневенто (около 689—706) из рода Гаузы, сын Ромуальда I, брат Гримоальда II.

## Биография
Гизульф I унаследовал Беневентское герцогство около 689 года после смерти своего старшего брата Гримоальда II. В первые годы правления он находился под регентством своей матери Теодрады, дочери фриульского герцога Лупа.
Гизульф I подобно отцу и деду был энергичным правителем. Он вёл войны против лангобардского короля, римского папы и Византии. В 705 году Гизульф взял города Сору, Арпино и Арче. Его войска продвигались по Италии, грабя и сжигая всё на своём пути до тех пор, пока папа Иоанн VI не прислал к герцогу своих послов с подарками, которые выкупили пленных и упросили его вернуться обратно в свои владения.
Согласно утверждению Павла Диакона, при Гизульфе I из монастыря Монтекассино франки выкрали мощи святого Бенедикта и его сестры святой Схоластики.
Гизульф I был женат на Виниперге и имел в браке с ней сына Ромуальда, который ему наследовал.